# UCI Mountain Bike World Cup XCO
La UCI Mountain Bike World Cup XCO, Copa del món XCO o Copa del Món de cross-country olímpic (en anglès UCI MTB World Cup XCO) és una competició de ciclisme de muntanya organitzada per la Unió Ciclista Internacional (UCI) constituïda per diferents proves que es disputen normalment entre abril i octubre. La duració de cada prova és del voltant d'una hora i mitja i la distància és d'aproximadament 30 km. Des de l'any 2017, l'organitzador i patrocinador oficial és Red Bull. Les retransmissions de les diferents proves es fan a través de Red Bull TV, una plataforma en streaming gratuïta que ofereix contingut esportiu.
La primera edició va tenir lloc l'any 1991 i, actualment, són més de 40 nacionalitats les que hi participen en cada edició.

## Circuit
Els circuits de la Copa del món de cross-country olímpic solen caracteritzar-se per una elevada quantitat d'elements tècnics que els i les ciclistes han de superar, així com frenètics ascensos on el públic s'acumula.
La distància normalitzada d'un circuit de la Copa del món XCO gira al voltant d'entre 5 i 10 km de llargada i el desnivell positiu de 200 m. El circuit sol trobar-se fragmentat en zones amb títols suggerents dels patrocinadors: Cannondale BMX, Mitas Choice, Shimano Expert Climb 1...

## Classificacions generals

### XCO Masculí
| Any  | Vencedor                                                                | Segon                                                                   | Tercer                                                                  |
| ---- | ----------------------------------------------------------------------- | ----------------------------------------------------------------------- | ----------------------------------------------------------------------- |
| 1991 | John Tomac                                                              | Gerhard Zadrobilek                                                      | David Wiens                                                             |
| 1992 | Thomas Frischknecht                                                     | John Tomac                                                              | Ned Overend                                                             |
| 1993 | Thomas Frischknecht                                                     | John Tomac                                                              | Peter Hric                                                              |
| 1994 | Bart Brentjens                                                          | Ned Overend                                                             | Tinker Juarez                                                           |
| 1995 | Thomas Frischknecht                                                     | Rune Høydahl                                                            | Jan Erik Ostergaard                                                     |
| 1996 | Christophe Dupouey                                                      | Thomas Frischknecht                                                     | Miguel Martinez                                                         |
| 1997 | Miguel Martinez                                                         | Christophe Dupouey                                                      | Cadel Evans                                                             |
| 1998 | Cadel Evans                                                             | Miguel Martinez                                                         | Rune Høydahl                                                            |
| 1999 | Cadel Evans                                                             | Miguel Martinez                                                         | Christoph Sauser                                                        |
| 2000 | Miguel Martinez                                                         | Bas van Dooren                                                          | Christophe Dupouey                                                      |
| 2001 | Roland Green                                                            | José Antonio Hermida                                                    | Miguel Martinez                                                         |
| 2002 | Filip Meirhaeghe                                                        | Christoph Sauser                                                        | Bart Brentjens                                                          |
| 2003 | Julien Absalon                                                          | Christoph Sauser                                                        | Filip Meirhaeghe                                                        |
| 2004 | Christoph Sauser                                                        | Roel Paulissen                                                          | Filip Meirhaeghe                                                        |
| 2005 | Christoph Sauser                                                        | José Antonio Hermida                                                    | Julien Absalon                                                          |
| 2006 | Julien Absalon                                                          | Christoph Sauser                                                        | José Antonio Hermida                                                    |
| 2007 | Julien Absalon                                                          | José Antonio Hermida                                                    | Christoph Sauser                                                        |
| 2008 | Julien Absalon                                                          | Christoph Sauser                                                        | José Antonio Hermida                                                    |
| 2009 | Julien Absalon                                                          | José Antonio Hermida                                                    | Burry Stander                                                           |
| 2010 | Nino Schurter                                                           | Julien Absalon                                                          | Jaroslav Kulhavý                                                        |
| 2011 | Jaroslav Kulhavý                                                        | Nino Schurter                                                           | Julien Absalon                                                          |
| 2012 | Nino Schurter                                                           | Jaroslav Kulhavý                                                        | Burry Stander                                                           |
| 2013 | Nino Schurter                                                           | Daniel McConnell                                                        | Julien Absalon                                                          |
| 2014 | Julien Absalon                                                          | Nino Schurter                                                           | Daniel McConnell                                                        |
| 2015 | Nino Schurter                                                           | Julien Absalon                                                          | Jaroslav Kulhavý                                                        |
| 2016 | Julien Absalon                                                          | Nino Schurter                                                           | Maxime Marotte                                                          |
| 2017 | Nino Schurter                                                           | Maxime Marotte                                                          | Jordan Sarrou                                                           |
| 2018 | Nino Schurter                                                           | Henrique Avancini                                                       | Gerhard Kerschbaumer                                                    |
| 2019 | Nino Schurter                                                           | Mathieu Van der Poel                                                    | Henrique Avancini                                                       |
| 2020 | No s'ha disputat l'edició degut a l'emergència sanitària de la Covid-19 | No s'ha disputat l'edició degut a l'emergència sanitària de la Covid-19 | No s'ha disputat l'edició degut a l'emergència sanitària de la Covid-19 |

### XCO Femení
| Any  | Vencedora                                                               | Segona                                                                  | Tercera                                                                 |
| ---- | ----------------------------------------------------------------------- | ----------------------------------------------------------------------- | ----------------------------------------------------------------------- |
| 1991 | Sara Ballantyne                                                         | Juli Furtado                                                            | Regina Stiefl                                                           |
| 1992 | Ruthie Matthes                                                          | Juli Furtado                                                            | Chantal Daucourt                                                        |
| 1993 | Juli Furtado                                                            | Ruthie Matthes                                                          | Alison Sydor                                                            |
| 1994 | Juli Furtado                                                            | Caroline Alexander                                                      | Alison Sydor                                                            |
| 1995 | Juli Furtado                                                            | Alison Sydor                                                            | Paola Pezzo                                                             |
| 1996 | Alison Sydor                                                            | Gunn-Rita Dahle                                                         | Juli Furtado                                                            |
| 1997 | Paola Pezzo                                                             | Alison Sydor                                                            | Chantal Daucourt                                                        |
| 1998 | Alison Sydor                                                            | Laurence Leboucher                                                      | Paola Pezzo                                                             |
| 1999 | Alison Sydor                                                            | Gunn-Rita Dahle                                                         | Annabella Stropparo                                                     |
| 2000 | Barbara Blatter                                                         | Alison Dunlap                                                           | Alison Sydor                                                            |
| 2001 | Barbara Blatter                                                         | Caroline Alexander                                                      | Marga Fullana                                                           |
| 2002 | Alison Dunlap                                                           | Marga Fullana                                                           | Sabine Spitz                                                            |
| 2003 | Gunn-Rita Dahle                                                         | Sabine Spitz                                                            | Irina Kalentieva                                                        |
| 2004 | Gunn-Rita Dahle                                                         | Marie-Hélène Prémont                                                    | Annabella Stropparo                                                     |
| 2005 | Gunn-Rita Dahle                                                         | Sabine Spitz                                                            | Marie-Hélène Prémont                                                    |
| 2006 | Gunn-Rita Dahle Flesjå                                                  | Marie-Hélène Prémont                                                    | Sabine Spitz                                                            |
| 2007 | Irina Kalentieva                                                        | Marie-Hélène Prémont                                                    | Ren Chengyuan                                                           |
| 2008 | Marie-Hélène Prémont                                                    | Catharine Pendrel                                                       | Marga Fullana                                                           |
| 2009 | Elisabeth Osl                                                           | Lene Byberg                                                             | Catharine Pendrel                                                       |
| 2010 | Catharine Pendrel                                                       | Willow Koerber                                                          | Eva Lechner                                                             |
| 2011 | Julie Bresset                                                           | Catharine Pendrel                                                       | Irina Kalentieva                                                        |
| 2012 | Catharine Pendrel                                                       | Gunn-Rita Dahle Flesjå                                                  | Kateřina Nash                                                           |
| 2013 | Tanja Žakelj                                                            | Eva Lechner                                                             | Kateřina Nash                                                           |
| 2014 | Jolanda Neff                                                            | Catharine Pendrel                                                       | Tanja Žakelj                                                            |
| 2015 | Jolanda Neff                                                            | Gunn-Rita Dahle Flesjå                                                  | Lea Davison                                                             |
| 2016 | Catharine Pendrel                                                       | Annika Langvad                                                          | Emily Batty                                                             |
| 2017 | Yana Belomoyna                                                          | Maja Włoszczowska                                                       | Annika Langvad                                                          |
| 2018 | Jolanda Neff                                                            | Annika Langvad                                                          | Emily Batty                                                             |
| 2019 | Kate Courtney                                                           | Jolanda Neff                                                            | Pauline Ferrand-Prévot                                                  |
| 2020 | No s'ha disputat l'edició degut a l'emergència sanitària de la Covid-19 | No s'ha disputat l'edició degut a l'emergència sanitària de la Covid-19 | No s'ha disputat l'edició degut a l'emergència sanitària de la Covid-19 |

## Edicions

### 2018

#### Elit
| Data       | Localitat            | Pòdium (Homes)       | Pòdium (Dones)         |
|            |                      |                      |                        |
| 10 Març    | Stellenbosch         | Sam Gaze             | Annika Langvad         |
| 10 Març    | Stellenbosch         | Nino Schurter        | Pauline Ferrand-Prévot |
| 10 Març    | Stellenbosch         | Maxime Marotte       | Anne Tauber            |
|            |                      |                      |                        |
| 19–20 Maig | Albstadt             | Nino Schurter        | Jolanda Neff           |
| 19–20 Maig | Albstadt             | Stéphane Tempier     | Yana Belomoyna         |
| 19–20 Maig | Albstadt             | Mathieu van der Poel | Anne Tauber            |
|            |                      |                      |                        |
| 26–27 Maig | Nové Město na Moravě | Nino Schurter        | Annika Langvad         |
| 26–27 Maig | Nové Město na Moravě | Anton Cooper         | Jolanda Neff           |
| 26–27 Maig | Nové Město na Moravě | Maxime Marotte       | Pauline Ferrand-Prévot |
|            |                      |                      |                        |
| 8 Juliol   | Val di Sole          | Nino Schurter        | Maja Włoszczowska      |
| 8 Juliol   | Val di Sole          | Gerhard Kerschbaumer | Emily Batty            |
| 8 Juliol   | Val di Sole          | Mathieu van der Poel | Jolanda Neff           |
|            |                      |                      |                        |
| 15 Juliol  | Vallnord             | Gerhard Kerschbaumer | Gunn-Rita Dahle Flesjå |
| 15 Juliol  | Vallnord             | Nino Schurter        | Jolanda Neff           |
| 15 Juliol  | Vallnord             | Mathieu van der Poel | Emily Batty            |
|            |                      |                      |                        |
| 12 Agost   | Mont-Sainte-Anne     | Mathias Flückiger    | Jolanda Neff           |
| 12 Agost   | Mont-Sainte-Anne     | Gerhard Kerschbaumer | Annika Langvad         |
| 12 Agost   | Mont-Sainte-Anne     | Titouan Carod        | Emily Batty            |
|            |                      |                      |                        |
| 26 Agost   | La Bresse            | Nino Schurter        | Jolanda Neff           |
| 26 Agost   | La Bresse            | Gerhard Kerschbaumer | Emily Batty            |
| 26 Agost   | La Bresse            | Maxime Marotte       | Annika Langvad         |

#### Sots-23
| Data       | Localitat            | Pòdium (Homes)      | Pòdium (Dones) |
|            |                      |                     |                |
| 10 Març    | Stellenbosch         | Petter Fagerhaug    | Malene Degn    |
| 10 Març    | Stellenbosch         | Ben Oliver          | Sina Frei      |
| 10 Març    | Stellenbosch         | Neïlo Perrin Ganier | Evie Richards  |
|            |                      |                     |                |
| 19–20 Març | Albstadt             | Joshua Dubau        | Sina Frei      |
| 19–20 Març | Albstadt             | Antoine Philipp     | Evie Richards  |
| 19–20 Març | Albstadt             | Jonas Lindberg      | Malene Degn    |
|            |                      |                     |                |
| 26 Maig    | Nové Město na Moravě | Vlad Dascălu        | Sina Frei      |
| 26 Maig    | Nové Město na Moravě | Filippo Colombo     | Malene Degn    |
| 26 Maig    | Nové Město na Moravě | Alan Hatherly       | Marika Tovo    |
|            |                      |                     |                |
| 8 Juliol   | Val di Sole          | Petter Fagerhaug    | Sina Frei      |
| 8 Juliol   | Val di Sole          | Joshua Dubau        | Evie Richards  |
| 8 Juliol   | Val di Sole          | Vlad Dascălu        | Malene Degn    |
|            |                      |                     |                |
| 15 Juliol  | Vallnord             | Joshua Dubau        | Sina Frei      |
| 15 Juliol  | Vallnord             | Antoine Philipp     | Evie Richards  |
| 15 Juliol  | Vallnord             | Filippo Colombo     | Malene Degn    |
|            |                      |                     |                |
| 12 Agost   | Mont-Sainte-Anne     | Alan Hatherly       | Sina Frei      |
| 12 Agost   | Mont-Sainte-Anne     | Christopher Blevins | Evie Richards  |
| 12 Agost   | Mont-Sainte-Anne     | José Gerardo Ulloa  | Malene Degn    |
|            |                      |                     |                |
| 26 Agost   | La Bresse            | Petter Fagerhaug    | Sina Frei      |
| 26 Agost   | La Bresse            | Jofre Cullell       | Evie Richards  |
| 26 Agost   | La Bresse            | Simon Andreassen    | Ronja Eibl     |